# Болен, Лев Леонтьевич
Барон Лев Леонтьевич Болен (1783—1855) — сенатор, генерал-лейтенант, участник Наполеоновских войн и подавления Польского восстания 1830—1831 гг.

## Биография
Родился в 1783 году. Сын секунд-майора прусской службы.
Болен в 1794 году был записан юнкером в прусский 1-й конно-артиллерийский батальон, в 1803 году, имея чин подпоручика, переведён во вновь формировавшийся прусский 2-й конно-артиллерийский батальон.
В 1805 г. перешёл в русское подданство, причем получил чин поручика, и в том же году определён на службу в военно-сиротский дом (позже именовавшийся Павловским кадетским корпусом).
В 1807 г. Болен перевелся в Астраханский гренадерский полк и участвовал в кампании этого года против французов, в 1809—1810 гг. сражался в Галиции против австрийцев, а по окончании войны с Австрией перешёл на театр военных действий против турок и участвовал в операциях 1810—1811 гг. в Молдавии и за Дунаем.
Произведённый в 1811 г. в штабс-капитаны, Болен принял участие в Отечественной войне 1812 г., за отличие в Бородинской битве получил орден св. Владимира 4-й степени с бантом и чин капитана, затем сражался под Тарутиным, Малым Ярославцем (за это сражение награждён орденом св. Анны 4-й степени) и других.
В 1813 г. он перешёл вместе со своим полком границу, в сражении под Люценом получил две тяжкие раны и, награждённый чином майора, послан был для излечения в Теплиц. Однако уже в августе он вновь сражался с французами и участвовал в походе на Париж, после чего вернулся в Россию, награждённый за занятие Парижа орденом св. Анны 2-й степени.
1815 год снова заставил Болена двинуться во Францию, но в боях он не был, а только участвовал в Высочайшем смотру возле Вертю и затем вернулся со своей частью в Россию.
В 1816 г. Болен был переведен в учебный карабинерный полк, в 1818 г. получил чин подполковника, 1 февраля 1822 г. произведён в полковники и назначен командиром Галицкого пехотного полка, 13 февраля 1823 г. за беспорочную выслугу награждён орденом св. Георгия 4-й степени (№ 3641 по списку Григоровича — Степанова), а в 1827 г. пожалован бриллиантовыми знаками к ордену св. Анны 2-й степени.
В русско-турецкую кампанию 1828 г. Болен участвовал в блокаде Силистрии и Журжи, а затем оставался со своим полком в Молдавии до 1830 г.
6 апреля 1830 г. он был произведён в генерал-майоры и назначен командиром 1-й бригады 7-й пехотной дивизии, с которой принял участие в усмирении Польского восстания 1831 г. В апреле и мае этого года Болен производил инженерные работы под Брестом, затем, в отряде генерал-лейтенанта Головина, действовал против поляков в Беловежской Пуще и уничтожил их главный опорный пункт в этой местности — под Светличанами. После выступления Головина на усиление войск 6-го корпуса Болен остался в Пуще для водворения в ней полного спокойствия, а потом двинулся к Седлецу на соединение с Головиным и принял деятельное участие в сражении у м. Желтикова; при отступлении наших войск от Крынки к Бресту Боден успешно командовал арьергардом, затем отразил нападение поляков на Брест и потом участвовал в преследовании польских отрядов до австрийской границы. За эту кампанию Болен был награждён орденом св. Владимира 3-й степени.
9 октября 1831 г. Болен был назначен военным начальником Плоцкого воеводства и 6 декабря 1833 г. за отличное исполнение этой должности получил орден св. Станислава 1-й степени. 28 февраля 1835 г. он переведён на тот же пост в Краковское воеводство, в 1838 г. награждён орденом св. Анны 1-й степени, в 1841 г. — получил корону к этому ордену, 16 апреля 1841 г. произведён в генерал-лейтенанты, с назначением состоять при главном штабе действующей армии, в 1845 г. вновь отчислен к армии, а 26 сентября 1845 г. Высочайшим приказом назначен сенатором Варшавских департаментов Сената.
Исключен из списков умершим 10 января 1855 г.